# Nich’ mit Leo
Nich’ mit Leo ist eine Komödie des Regisseurs Ralf Gregan aus dem Jahr 1995. Jürgen von der Lippe, der das Drehbuch schrieb, übernahm darin drei Rollen.

## Handlung
Während Pfarrer Wilhelm Lüders die Missionsstation in Afrika verlässt, um wieder nach Deutschland zurückzukehren, stirbt in seinem Heimatort Freudenstedt der katholische Priester im dortigen Freudenhaus „Moby Dick“. Die Geschäftsführerin Rosi ruft daraufhin Karl „Charly“ Lüders und berichtet ihm von dem Toten. Charly, der eigentliche der Macher im Hintergrund, fährt sofort ins „Moby Dick“ und bringt zusammen mit Fred, dem Barkeeper, die Leiche des Pfarrers ins Pfarrhaus. Bevor sie die Leiche dort ablegen, nimmt Charly noch eine größere Summe Bargeld aus der Brieftasche des Toten – schließlich hatte er für die in Anspruch genommenen Leistungen im „Moby Dick“ nicht bezahlt.
Am nächsten Morgen findet Elisabeth, die Haushälterin im Pfarrhaus, die Leiche des Pfarrers in einem Schaukelstuhl. Sie ruft sofort den Bischof an, der sich in seinem Bischofspalais gerade auf ein Golfturnier vorbereitet. Der Bischof nimmt den Tod des Pfarrers zynisch zur Kenntnis („Der Herr hats gegeben, der Herr hat‘s genommen.“). Da er wieder einen Priester in dem Ort haben möchte, fällt die Wahl auf Wilhelm Lüders, der gerade aus der Mission zurückgekommen ist. Was hier niemand weiß, Wilhelm Lüders hat einen Bruder in Freudenstedt – „Charly“ Lüders, der ihm auch noch zum Verwechseln ähnlich sieht.
In Freudenstedt angekommen verspricht Wilhelm Lüders, dass mit ihm frischer Wind ins Pfarrhaus einziehen wird. Als erstes will er für die Schließung des Freudenhauses sorgen und wendet sich an den örtlichen Polizeichef und noch am selben Abend findet eine Razzia statt, die jedoch ohne nennenswertes Ergebnis bleibt, da Rosi einen Tipp von einem Bekannten bei der Polizei bekommen hat. Um weitere Querelen zu unterbinden, beschließt Charly den neuen Pfarrer zu entführen. Zusammen mit Fred bricht er ins Pfarrhaus ein und stellt dabei fest, dass es sich um seinen Bruder Wilhelm handelt. Gerade als sie Wilhelm ins „Moby Dick“ bringen wollen, muss Charly die Rolle des Pfarrers übernehmen und eine Krankensalbung durchführen. Diese verläuft natürlich anders als erwartet, ebenso wie die Taufe am folgenden Morgen. Dieser Rollentausch bringt Charly auf die Idee zum Bischof zu fahren und als Wilhelm um seine Rückversetzung in die Mission zu bitten. Doch auch Wilhelm, der sich aus dem „Moby Dick“ befreien konnte, spricht beim Bischof vor, was den Kirchenmann ein wenig irritiert. Denn plötzlich geht es um die Schließung des Freudenhauses. Dabei stellt sich heraus, dass es sich um ein Haus der Diözese handelt.
Während sich Charly und Wilhelm um den Fortbestand des „Moby Dick“ streiten, erhält in einem Lager der Fremdenlegion der Legionär Leo einen Brief. Aus diesem Brief geht hervor, dass Leo der Bruder von Charly und Wilhelm ist und von einer Krankenschwester geraubt wurde. Leo plant daraufhin seine Flucht aus der Legion, um seine Familie zu suchen. Allerdings werden auf ihn zwei Fremdenlegionäre angesetzt, die ihn an der Fahnenflucht hindern sollen.
In Freudenstedt findet mittlerweile wiederholt eine Razzia statt, gegen die Charly aber schon bald eine Möglichkeit hat vorzugehen, da er gegen den Polizeichef ein Druckmittel gefunden hat. Zum Ärger seines Bruders hat er auch erneut in dessen Abwesenheit seinen Job übernommen und für eine amüsante Messe gesorgt. So beginnt Wilhelm am Sinn seines Lebens zu zweifeln, da sein Bruder anscheinend alles besser kann, sogar das Predigen.
Unerwartet taucht Mutter Lüders im Pfarrhaus auf und entdeckt das Doppelspiel ihres Sohnes Charly. Und auch der Bischof begibt sich nach Freudenstedt, denn Wilhelm soll zurück in die Mission geschickt und das Lokal wegen Eigenbedarfs geschlossen werden. Als jedoch Mutter Lüders mit Charly das „Moby Dick“ betritt, entwirren sich die Zusammenhänge, denn Mutter Lüders hat früher hier selbst als Prostituierte gearbeitet und der Bischof ist der Vater von Charly, Wilhelm und Leo. Während alle Anwesenden diese Enthüllung zu verarbeiten versuchen, kommt es zu einer großen Schießerei, da die beiden Fremdenlegionäre Leo bis nach Freudenstedt verfolgt haben und ihn nun festnehmen wollen. Leo kann aber beide außer Gefecht setzen, sodass der Familienzusammenführung nichts mehr im Wege steht und Mutter Lüders erstmals ihre Drillinge in den Arm nehmen kann.

## Trivia und Running Gags
- Einige Szenen wurden in Münster gedreht – gerade zu dem Zeitpunkt, als Preußen Münster die Amateur-Meisterschaft errang. Der Filmcrew war es nicht möglich, die auf dem Prinzipalmarkt feiernden Preußenfans zur Ruhe zu bringen.
- Als Georgskirche diente die Laurentiuskirche in Warendorf, wo auch weitere Szenen gedreht wurden.
- Der Arbeitstitel des Films lautete: Mutter isst keinen Fisch.[2]
- Durch das Golftraining des Bischofs geht einerseits die Inneneinrichtung des bischöflichen Palais’ kaputt, andererseits werden auch Passanten verletzt.
- Bei jedem Zusammentreffen zwischen der Rockergang und Wilhelm/Charly auf dem Marktplatz ruft ein Anwohner aus seinem Fenster nach unten, ob er die Polizei benachrichtigen soll. Dies wird mit „Schnauze, Opa!“ sowie dem Werfen von Bierdosen ans Fenster beantwortet.
- Bei beiden Razzien parken die Polizisten ihre Einsatzfahrzeuge so ungünstig, dass es im einen Fall zu einem Auffahrunfall kommt und im anderen Fall ein Aussteigen unmöglich ist.
- Alle Sachen, die Fred anfasst, gehen wenig später kaputt.
- Im Film gibt es mehrere Anspielungen auf die Homosexualität des bischöflichen Sekretärs Bollmann.
- Herbert Feuerstein zitiert in abgewandelter Form den Werbeslogan von Asbach Uralt („Wenn einem soviel Gutes widerfährt, dann ist das einen Schampus wert.“). Sitzposition und Körperhaltung erinnern dabei an seine Werbespots für Schwarze Frühstückskorn.
- Feuersteins und Schmidts Kleidung mit schwarzer Sonnenbrille erinnert an den Film Blues Brothers, unterstrichen durch den Spruch „Wir sind unterwegs im Namen des Herrn“.

## Drehorte im Bild

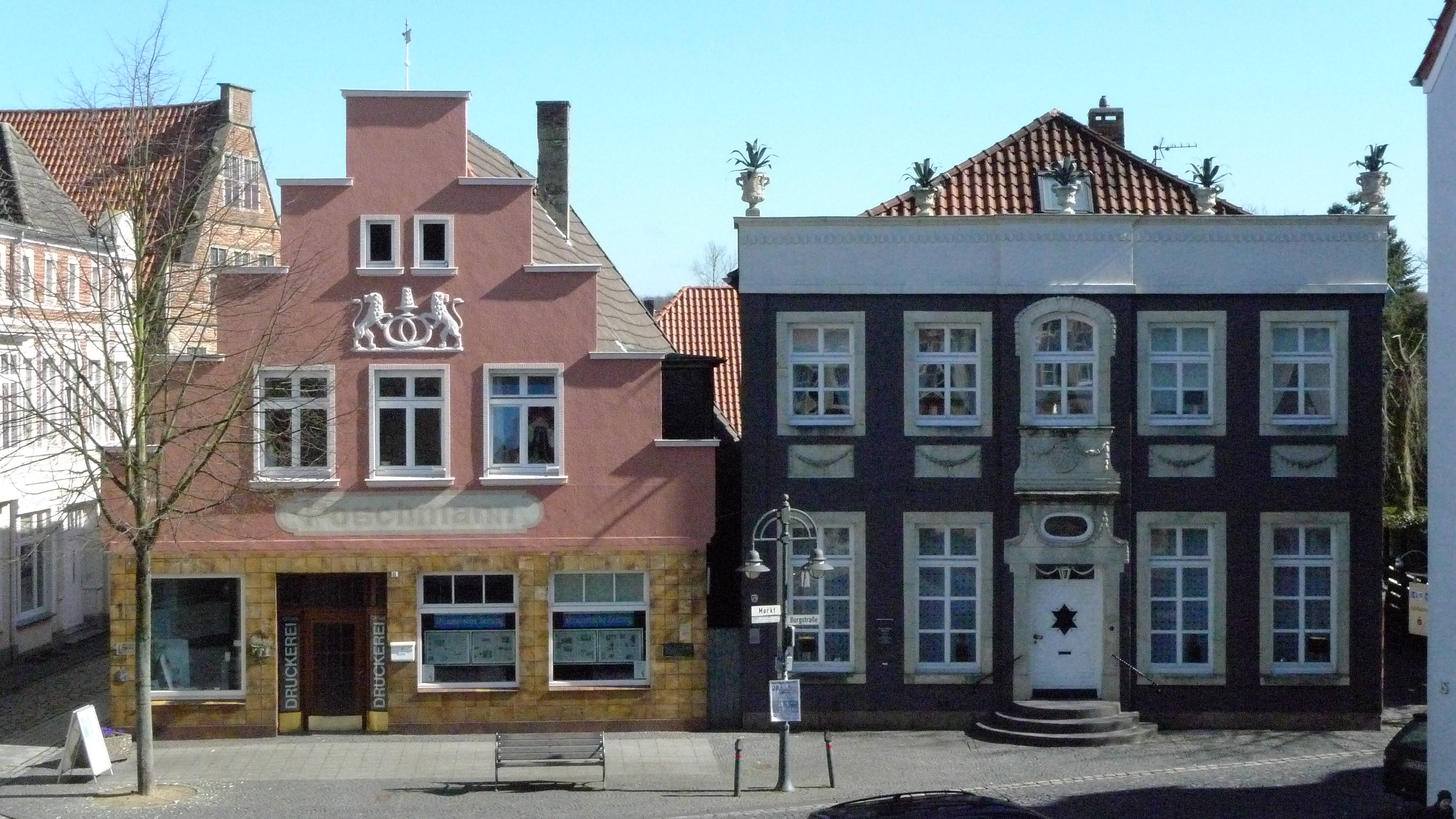
Im Haus auf dem Bild rechts befand sich im Film das Bordell. (Steinfurt-Burgsteinfurt)
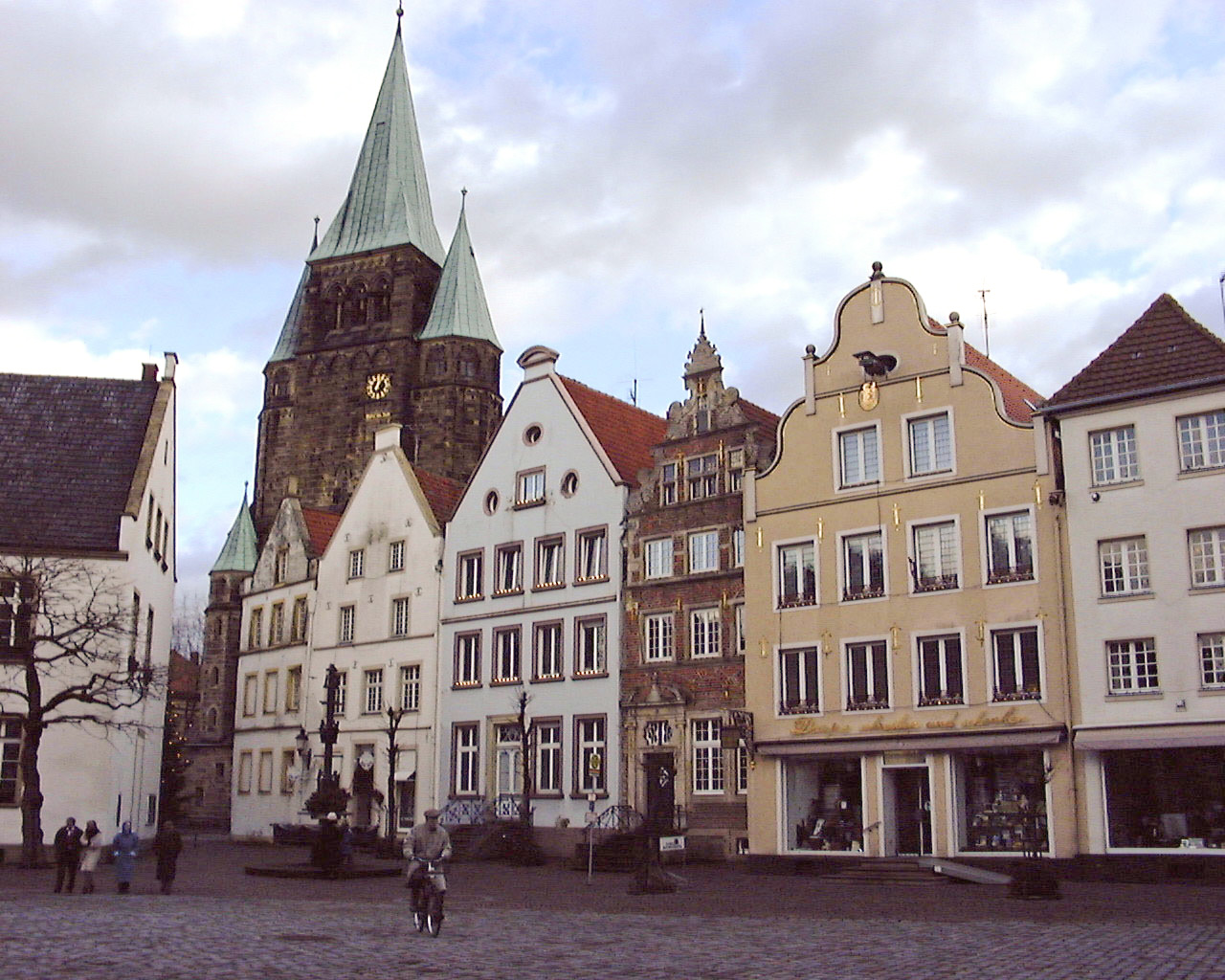
Im dritten Haus von rechts, etwas zurückgesetzt, war die Szene "Motorradrocker vs. Rentner" (Warendorf)
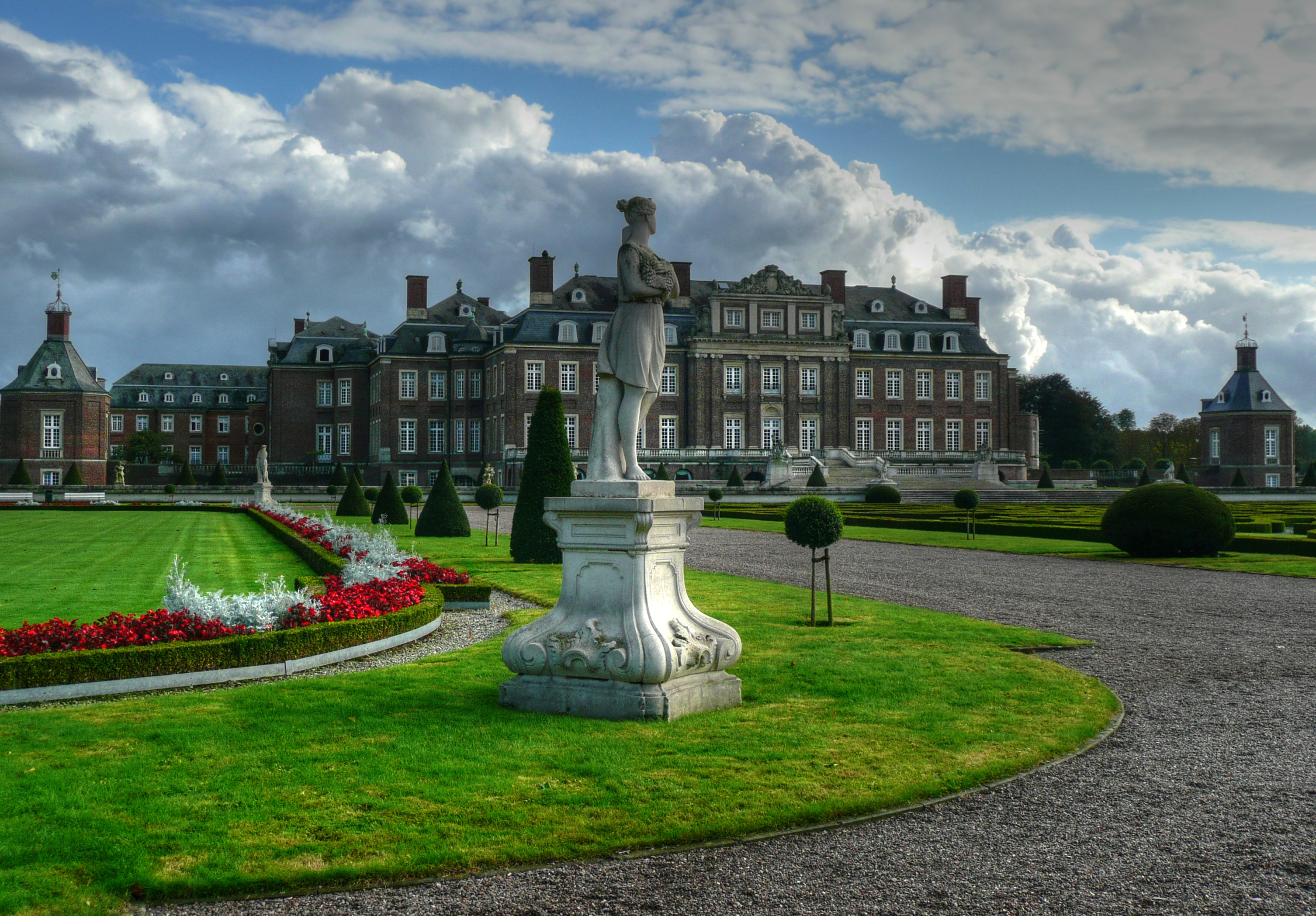
Im Garten von Schloss Nordkirchen ("Bischofsresidenz") wurde die "Golfspielszene/Treffen mit dem Bischof" gedreht.

## Kritiken
Die Prisma-Online-Filmdatenbank berichtete: „Nicht mal zwei Grimme-Preisträger retten diese Komödie – weder Quotenkaiser Jürgen von der Lippe (…) noch Kulttalker Harald Schmidt (…), beide eigentlich Garanten für geistreichen Humor und treffsichere Pointen, erreichen ihr gewohntes Niveau. Vom Kaiser-Roland – der mit den Platten mit den platten Platitüden – und Schlagersternchen Isabel Varell hat man sowieso nix besseres erwartet. Kugelblitz Dirk Bach spielt, wie immer, nur Dirk Bach und Herbert Feuerstein (…) hatte seine besten Zeiten auch schon vor diesem mißglückten Verwechslungs-Ulk. Kurzes Resümee: Wer wirklich lachen will, geht an diesem Abend in den Keller. Da ist es bestimmt lustiger!“
Beim Lexikon des internationalen Films hieß es: „Ein auf Spielfilmlänge gestreckter "Herrenwitz". Der zotige Klamauk wird nur selten von originellen (Bild-)Einfällen durchbrochen, und dem Hauptdarsteller fehlt jedes Talent. Ein ebenso öder wie ärgerlicher Film.“
Auch cinema.de war nur der Meinung: „Jürgen von der Lippe in einer Dreifachrolle: Dieser Klamauk von 95 gehört in die Tonne!“ „Von der Lippes Ausflug auf die Kinoleinwand ist so mies, da können auch Harald Schmidt und Herbert Feuerstein nichts retten.“
kino.de äußerte sich etwas moderater und schrieb: „In Freudenstadt geht der Pfaffe in den Puff, dafür predigt der Zuhälter von der Kanzel, und auch der ehrenwerte Bischof bleibt nicht ohne [schlüpfriges] Handicap.“ „Nich‘ mit Leo“ ist „eine Komödie, die sich in erster Linie auf vorsichtige Art und Weise über die Kirche und ihre Sprachrohre lustig macht. Um auch ein möglichst junges Publikum zu erreichen zu können, wurde auf frivole Anzüglichkeiten und freizügige Szenen weitgehend verzichtet.“ Zu erleben ist „eine Aneinanderreihung von mehr oder weniger gelungenen Gags, eine Verwechslungskomödie, die ihren Witz daraus bezieht, daß Jürgen von der Lippe, der auch für das Drehbuch verantwortlich zeichnet, in einer Dreifachrolle zu sehen ist.“ „Mit seinem Kino-Debüt ist von der Lippe den Weg des geringsten Widerstands gegangen. Wie seine Vorgänger aus dem Komödienfach, Otto und Loriot, hält er sich an das, was ihn in anderen Medienbereichen zum Markenzeichen werden ließ. “